# Initialtopologie
Als Initialtopologie bezüglich einer Abbildungsfamilie bezeichnet man in der Topologie die gröbste Topologie auf einer Menge {\displaystyle X}, die diese Familie von Abbildungen aus {\displaystyle X} in andere topologische Räume stetig macht. Die Initialtopologie entsteht also durch „Rückwärtsübertragung“ der auf den Bildräumen vorhandenen topologischen Strukturen auf die Menge {\displaystyle X}. Dies ist die Anwendung eines allgemeineren Konzepts aus der Kategorientheorie auf topologische Räume, mit der wichtige „natürliche Räume“ wie Produkt- und Unterräume in einen gemeinsamen Rahmen gestellt werden können.

## Definition
Gegeben ist eine Menge {\displaystyle X}, eine Familie von topologischen Räumen {\displaystyle (Y_{i},T_{i})} und eine Familie von Abbildungen {\displaystyle f_{i}\colon X\to Y_{i}} von {\displaystyle X} in die Räume {\displaystyle Y_{i}}.
Eine Topologie {\displaystyle S} auf {\displaystyle X} heißt Initialtopologie bezüglich der Familie {\displaystyle (Y_{i},T_{i},f_{i})}, wenn sie eine der drei folgenden, gleichwertigen Eigenschaften hat:
1. {\displaystyle S} ist die gröbste Topologie auf {\displaystyle X}, bezüglich derer alle Abbildungen {\displaystyle f_{i}} stetig sind.
2. Die Urbilder aller offenen Mengen {\displaystyle f_{i}^{-1}(O),\;(O\in T_{i})} unter allen Abbildungen der Familie bilden eine Subbasis der Topologie {\displaystyle S}.
3. Eine Funktion  {\displaystyle g} aus einem topologischen Raum {\displaystyle Z} in {\displaystyle X} ist genau dann stetig, wenn  {\displaystyle f_{i}\circ g} stetig ist für jedes {\displaystyle i\in I}.

Man beachte hierbei, dass das Diagramm keine universelle Eigenschaft ist.

### Bemerkungen
Die drei Formulierungen der Definition beleuchten unterschiedliche Aspekte der Initialtopologie:
1. Hier wird sie als kleinste obere Schranke gewisser Topologien im Verband aller Topologien auf {\displaystyle X} angesehen. Jede einzelne Abbildung {\displaystyle f_{i}} zieht eine topologische Struktur {\displaystyle S_{i}} aus ihrem Bildraum auf {\displaystyle X} zurück und die Initialtopologie {\displaystyle S} ist die gröbste Topologie, die all diese Topologien enthält, also das Erzeugnis der Vereinigung dieser Topologien. Mit dieser Definition lässt sich die Existenz der Initialtopologie beweisen.
2. Diese Definition ist konstruktiv. Mit ihr kann man beliebige offene Mengen der Initialtopologie erzeugen, siehe Basis (Topologie). Da eine Topologie durch eine Subbasis eindeutig bestimmt wird, folgt aus dieser Definition leicht die Eindeutigkeit der Initialtopologie.
3. Die abstrakte Charakterisierung rechtfertigt die Bezeichnung „Initial“-Topologie und gestattet es, diese Strukturen im allgemeineren Rahmen der Kategorientheorie zu betrachten. Die Finaltopologie kann durch die hierzu duale Eigenschaft charakterisiert werden.

## Beispiele
Einige häufig verwendete Konstruktionen topologischer Räume können als Initialtopologien aufgefasst werden:
- Die Teilraumtopologie ist die Initialtopologie auf der Teilmenge bezüglich der natürlichen Inklusionsabbildung.
- Die Produkttopologie ist die Initialtopologie bezüglich der natürlichen Projektionen auf die Faktorräume.
- Die schwache Topologie auf einem normierten Vektorraum {\displaystyle E} ist die Initialtopologie bezüglich der stetigen Linearformen auf {\displaystyle E} (also des topologischen Dualraums {\displaystyle E'} von {\displaystyle E}).
- Ist auf einer Menge {\displaystyle X} eine Familie von Topologien {\displaystyle T_{i}} gegeben, dann ist die Initialtopologie bezüglich der Identität (die gröbste Topologie, die die identische Abbildung von {\displaystyle X} auf {\displaystyle (X,T_{i})} in allen Topologien stetig macht) gerade die kleinste obere Schranke der Familie {\displaystyle (T_{i})} im Verband der Topologien auf {\displaystyle X}.

## Kategorielle Beschreibung
Innerhalb der Kategorie der topologischen Räume lässt sich die obige universelle Eigenschaft nicht ohne weiteres ausdrücken, da man in ihr nur über stetige Funktionen zwischen topologischen Räumen und nicht über Mengen und beliebige Funktionen zwischen ihnen sprechen kann (es sei denn, man identifiziert eine Menge mit der diskreten Topologie auf ihr o. ä.). Jedoch lässt sich charakterisieren, wann ein topologischer Raum die Initialtopologie bezüglich einer Familie von stetigen Abbildungen von diesem Raum aus trägt. Sei also {\displaystyle X} ein Objekt in Top und {\displaystyle f_{i}\colon X\to Y_{i}} eine Familie von Morphismen. {\displaystyle X} trägt genau dann die Initialtopologie bezüglich der {\displaystyle f_{i}}, wenn jeder Bimorphismus {\displaystyle g\colon X\to Z} mit Morphismen {\displaystyle h_{i}\colon Z\to Y_{i}}, die {\displaystyle f_{i}=h_{i}g} erfüllen, ein Isomorphismus ist: Denn ein solcher Bimorphismus entspricht gerade einer bijektiven stetigen Abbildung, also einer (nicht unbedingt echten) Vergröberung, und wenn bereits die gröbste Topologie vorliegt, die mit den Abbildungen kompatibel ist, so muss eine solche Vergröberung ein Isomorphismus (d. h. ein Homöomorphismus) sein. Für eine einelementige Familie, deren Element ein Monomorphismus ist, entspricht diese Bedingung gerade der Bedingung für einen extremalen Monomorphismus, es folgt sofort, dass es sich bei den extremalen Monomorphismen um die topologischen Einbettungen handelt.
Möchte man dagegen die Initialtopologie für eine Familie von nicht notwendigerweise stetigen Funktionen definieren, muss man den Umweg über die Kategorie der Mengen gehen und diese mit Top mittels des Vergissfunktors in Beziehung setzen.